# Đá trầm tích

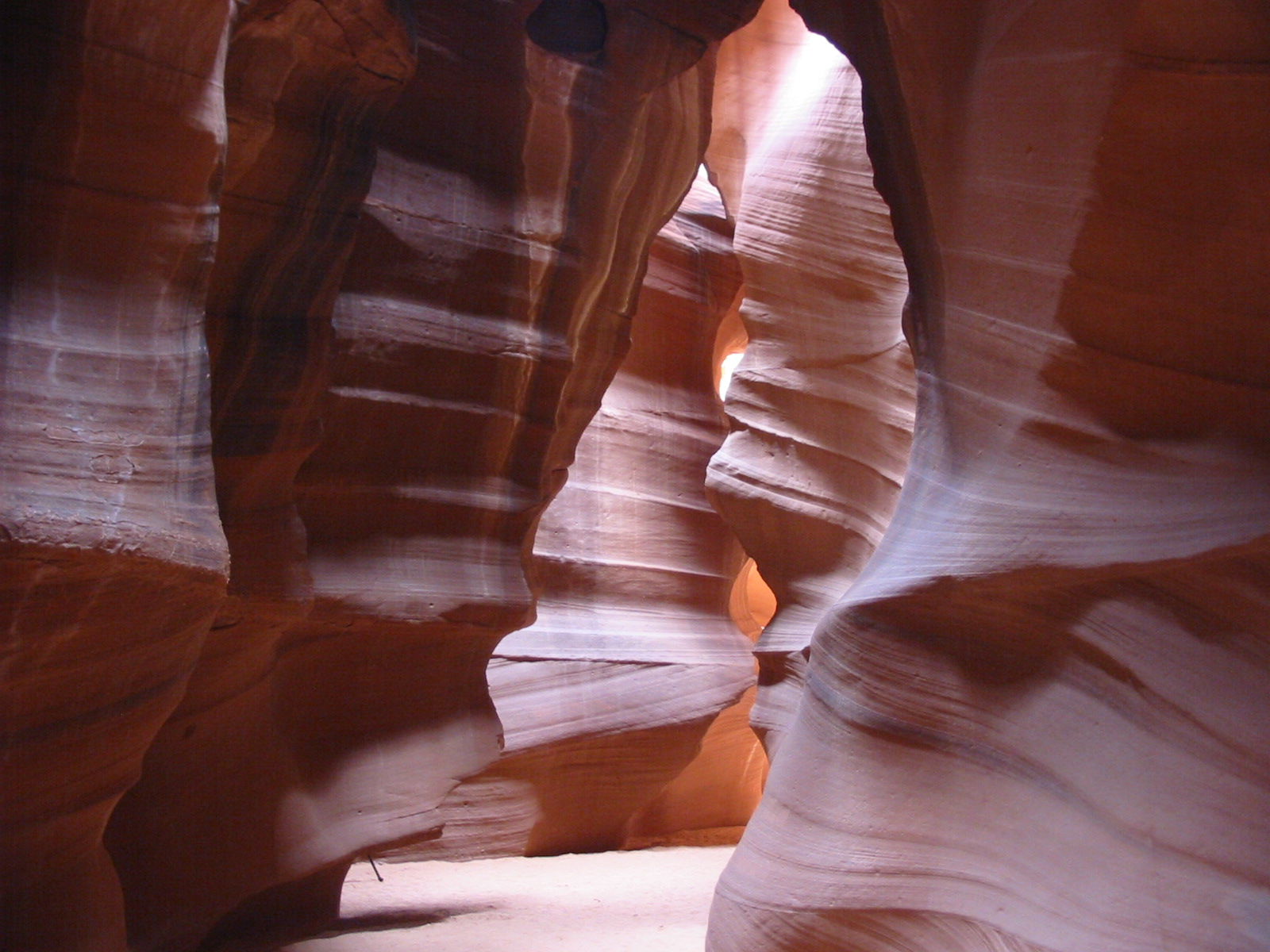
Đá trầm tích Antelope Canyon

Đá trầm tích là một trong ba nhóm đá chính (cùng với đá mácma và đá biến chất) cấu tạo nên vỏ Trái Đất và chiếm 75% bề mặt Trái Đất. Khi điều kiện nhiệt động của vỏ Trái Đất thay đổi như các yếu tố nhiệt độ nước và các tác dụng hoá học làm cho các loại đất đá khác nhau bị phong hoá, vỡ vụn. Sau đó chúng được gió và nước cuốn đi rồi lắng đọng lại thành từng lớp.
Dưới áp lực và trải qua các thời kỳ địa chất, chúng được gắn kết lại bằng các chất keo thiên nhiên tạo thành đá trầm tích.
Về hình thức, các "trầm tích" chưa gắn kết cũng được xếp vào nhóm "Đá trầm tích".

## Quá trình thành đá
Đá trầm tích được thành tạo chủ yếu bởi các quá trình sau:
- do phong hóa các đá gốc và sau đó lắng đọng thành đá trầm tích cơ học;
- do nước, băng gió tích tụ và gắn kết các hạt trầm tích;
- do sự lắng đọng được hình thành bởi các hoạt động có nguồn gốc sinh vật
- do mưa tuyết từ các dụng dịch hình thành nên.

Bốn giai đoạn trong quá trình hình thành nên đá trầm tích cơ học bao gồm: (i) phong hóa hay bào mòn do tác động của sóng nước hay gió, (ii)vận chuyển các vật liệu trầm tích theo dòng nước hay gió, (iii) lắng đọng, hay trầm tích và (iv) nén ép hay thành đá khi các vật liệu trầm tích được tích tụ lại và bị ép chặt vào nhau tạo nên đá trầm tích.

## Đặc điểm
Do được hình thành trong các điều kiện như trên nên đá trầm tích có các đặc điểm chung là: 
- Có tính phân lớp rõ rệt, chiều dày, màu sắc, thành phần, độ lớn của hạt, độ cứng... của các lớp cũng khác nhau.
- Cường độ nén theo phương vuông góc với các lớp luôn luôn cao hơn cường độ nén theo phương song song với thớ.
- Đá trầm tích không đặc, chắc bằng đá mácma (do các chất keo kết thiên nhiên không chèn đầy giữa các hạt hoặc do bản thân các chất keo kết co lại). Vì thế cường độ của đá trầm tích thấp hơn, độ hút nước cao hơn. Một số loại đá trầm tích khi bị hút nước, cường độ giảm đi rõ rệt, có khi bị tan rã trong nước. Đá trầm tích rất phổ biến, dễ gia công nên được sử dụng khá rộng rãi.

## Phân loại
Căn cứ vào điều kiện tạo thành, đá trầm tích được chia làm ba loại: 

### Đá trầm tích cơ học
Đá trầm tích cơ học được hình thành từ sản phẩm phong hoá của nhiều loại đá, thành phần khoáng vật rất phức tạp. Có loại hạt rời phân tán như cát sỏi, đất sét; có loại các hạt rời bị gắn với nhau bằng chất gắn kết thiên nhiên như sa thạch, cuội kết. 
Đá trầm tích cơ học được phân loại chi tiết hơn dựa trên thành phần độ hạt (xem kích thước hạt) cả độ hạt trung bình và khoảng dao động của độ hạt để phân loại và thành phần xi măng gắn kết chúng, và được định tên từ loại đá hạt thô cho đến đá sét. Theo các thang phân chia độ hạt khác nhau mà việc phân chia đá trầm tích cũng như tên gọi của đá trầm tích cơ học cũng khác nhau. 
- Các loại đá hạt thô dựa trên độ mài tròn được chia thành loại tròn cạnh (cuội, sỏi kết) và loại sắc cạnh (dăm kết).
- Các loại đá có độ hạt vừa là cát (nếu rời rạc) hay sa thạch (nếu gắn kết).
- Loại đá hạt mịn được gọi là bột hay bột kết.
- Loại nhỏ nhất là đá sét. Riêng đối với đá sét, việc phân loại và định tên dựa trên thành phần các khoáng vật sét

### Đá trầm tích hoá học
Loại đá này được tạo thành do các chất hoà tan trong nước lắng đọng xuống rồi kết lại. Đặc điểm là hạt rất nhỏ, thành phần khoáng vật tương đối đơn giản và đều hơn đá trầm tích cơ học. Loại này phổ biến nhất là đôlômit, manhezit, túp đá vôi, thạch cao, anhydride và muối mỏ.

### Đá trầm tích hữu cơ
Đá trầm tích hữu cơ được tạo thành do sự tích tụ xác vô cơ của các loại động vật và thực vật sống trong nước biển, nước ngọt. Đó là những loại đá cacbonat và silic khác nhau như đá vôi, đá vôi vỏ sò, đá phấn, đá điatômit và trepen.

## Tầm quan trọng của đá trầm tích
Đá trầm tích cung cấp nhiều sản phẩm cho con người từ thời tiền sử cho đến nay. 
- Nghệ thuật: đá hoa, mặc dù là một loại đá biến chất từ đá vôi, là một ví dụ đặc trưng về những ứng dụng của nó trong nghệ thuật
- Sử dụng trong kiến trúc: các đá có nguồn gốc từ đá trầm tích được dùng làm đá khối và trong kiến trúc, đá phiến (hay đá bảng) biến chất cấp thấp từ đá phiến sét dùng để lợp, sa thạch dùng làm cột
- Các vật liệu công nghiệp và sứ: sét dùng làm đồ gốm và sứ bao gồm cả các loại gạch; xi măng và vôi làm từ đá vôi.
- Kinh tế địa chất: các đá trầm tích chứa các tích tụ khoáng vật quặng như chì-kẽm-bạc, các mỏ đồng lớn, các mỏ vàng, tungsten và các khoáng sản quý khác, các đá quý và các vật liệu công nghiệp như mỏ cát chứa kim loại nặng
- Năng lượng: địa chất dầu khí dựa trên khối lượng đá trầm tích để tính lượng dầu có thể được sinh ra. Than và đá phiến dầu được tìm thấy trong các đá trầm tích. Phần lớn urani trên thế giới nằm trong các dãy đá trầm tích.
- Nước ngầm: các đá trầm tích chứa một lượng lớn nước trong các tầng chứa nước trên Trái Đất.